# Rivière Jolliet
Pour les articles homonymes, voir Joliette.
La rivière Jolliet est un affluent de la rive nord  de la rivière Rupert, dans la municipalité de Eeyou Istchee Baie-James, dans la région administrative du Nord-du-Québec, au Québec, au Canada.
La surface de la rivière Jolliet est habituellement gelée de la fin octobre au début mai, toutefois la circulation sécuritaire sur la glace se fait généralement de la mi-novembre à la fin d'avril.

## Géographie
Les principaux bassins versants voisins sont :
- côté nord : rivière Pontax, rivière Wachiskw, rivière Enistuwach, rivière Chenukamisu ;
- côté est : lac Jolliet (rivière Jolliet), lac Nemiscau, rivière Rupert, rivière Kawawakaschekau, rivière Nemiscau ;
- côté sud : lac Jolliet (rivière Jolliet), rivière Rupert, lac Nemiscau, rivière Broadback ;
- côté ouest : ruisseau Achistuskweyau, rivière Pontax, rivière Rupert, rivière Enistuwach.

La rivière Jolliet prend sa source à l’embouchure du lac Kamichisuchistunuch (longueur : 8,0 km ; largeur : 4,5 km ; altitude : 224 km). L’embouchure de ce lac est située à :
- 24,6 km au nord-est de la confluence de la rivière Jolliet et de la rivière Rupert ;
- 40,9 km au nord-est des Rapides Kaumwakweyuch où le pont de la route de la Baie James enjambe la rivière Rupert ;
- 126 km au nord-est de la confluence de la rivière Rupert et de la baie de Rupert ;
- 24 km au sud du cours de la rivière Pontax[2].

À partir de l’embouchure du lac Kamichisuchistunuch, la rivière Jolliet coule sur environ 40 km entièrement en zone forestière, selon les segments suivants :
- 8,1 km vers du nord-est, l'est, puis du sud-Ouest, en traversant le lac Kapituwestaweu (largeur : 2,0 km ; altitude : 224 km) presque sur sa pleine longueur ;
- 12,3 km dont 1,4 km vers le Sud, puis 10,9 km en traversant le lac Jolliet (rivière Jolliet) (longueur : 17,3 km ; largeur : 5,7 km ; altitude : 208 km) jusqu’à son embouchure ;
- 4,9 km vers le sud-ouest, jusqu’à la rive sud-ouest du lac Metutikwanish ;
- 1,5 km vers l’Ouest en traversant le lac Metutikwanish. Note : ce lac triangulaire reçoit par le nord les eaux des lacs Kaikwanikau et Namepi Amikap ;
- 13,0 km vers le sud-ouest jusqu’à la confluence de la rivière Jolliet et la rivière Rupert[2].

La confluence de la rivière Jolliet avec la rivière Rupert est située à :
- 18,3 km au nord-est des Rapides Kaumwakweyuch où le pont de la route de la Baie James enjambe la rivière Rupert ;
- 19,6 km à l’Ouest du lac Nemiscau ;
- 19,0 km au nord du cours de la rivière Broadback ;
- 49,7 km au nord du lac Dana (Eeyou Istchee Baie-James) ;
- 110,6 km à l'est de la confluence de la rivière Rupert et de la baie de Rupert ;
- 151,3 km à l'est de la « Pointe de la Fougère Rouge » qui s’avance vers le nord dans la baie James, presqu’à limite du Québec et de l’Ontario.

À partir de l’embouchure de la rivière Jolliet, le courant emprunte la rivière Rupert qui coule sur 155,4 km vers l’Ouest jusqu’à la baie de Rupert.

## Toponymie
Le toponyme « rivière Jolliet » a été officialisé le 3 février 1983 à la Banque des noms de lieux de la Commission de toponymie du Québec.